# Konciliarizem
Konciliarizem (tudi koncilsko gibanje, zborništvo oziroma zborovalstvo) je teološka smer v katoliški Cerkvi, ki zagovarja mnenje, da imajo koncilski odloki v določenih okoliščinah večjo veljava od papeževe in se jim torej mora ukloniti tudi on. Pogoj naj bi bil, da je koncil sklican formalno pravilno in da predstavlja celotno krščanstvo. Zmerni konciliarizem to nanaša le na izredne razmere; skrajni konciliarizem pa to zahteva ne glede na razmere in vedno.

## Zgodovina
Konciliarizem je nastal v poznem srednjem veku in ga je povzročil 40-letni zahodni razkol. V tem obdobju sta vladala katoliški Cerkvi rimski in avinjonski papež, pozneje še pizanski. Za rešitev te najhujše ustavne krize v cerkveni zgodovini je Sorbona predložila tri poti: 
Osrednjo vlogo pri odpravi te zmede je prevzela najpomembnejša znanstvena ustanova takratne krščanske Evrope, Sorbona – pariška univerza; ker je bila to tudi najuglednejše mednarodno vseučilišče, je razumljivo, da mu je bilo veliko do enotnosti in sloge med njenimi slušatelji in predavatelji, ki so bili različnih narodnosti. 

1. Via synodi (pot koncila, sinode oziroma cerkvenega zbora) * Že takoj 1380 sta nemška sorbonska teologa, Konrad von Gelnhausen (1320-1390) s pismom Epistola concordiæ (Poslanica sloge) ter Heinrich von Langenstein (1325-1397) s pismoma Epistola pacis (Pismo miru) in Epistola concilii pacis (Koncilska mirovna poslanica) predlagala, naj bi dosegli cerkveno enotnost z vesoljnim cerkvenim zborom (via synodi). Naslanjajoč se na Viljema Okamskega (1288-1348) sta postala pobudnika konciliarizma , ki postavlja ekumenski koncil ali vesoljni cerkveni zbor nad papeža; zato sta morala zapustiti Sorbono.
2. Via cessionis (pot odpovedi) * Obstajali so še drugi predlogi – prav tako s Sorbone, ki ga je podal Nicolas de Clamanges [1] v spomenici 1394: Eden ali oba papeža naj bi se odpovedala in tako omogočila ali vladanje ali nove volitve enega samega papeža. On je predlagal tudi
3. Via compromissi (pot sporazuma) * Papeža se naj bi sporazumela. Vse te pobude je avinjonski Klemen VII. vse do svoje smrti (1394) odločno zavračal. Kljub nekaterim ugodnim znamenjem je vedno bolj nasprotoval kakršnemukoli sporazume tudi Benedikt XIII.. Rimski papeži pa za ponovno slogo v dejanju tudi niso veliko naredili.

Poleg treh možnosti so omenjali še nekatere druge; ker se papeži rimske in avinjonske veje niso ravno trudili za uveljavljanje katere od teh poti, je ljudstvo začelo dvomiti, da je tak sporazum med njima možen. Zato se je vedno bolj utrjevalo med verniki in duhovniki, učenjaki in vladarji prepričanje, da lahko nastalo zmešnjavo reši le ekumenski koncil oziroma vesoljni cerkveni zbor, torej »via synodi«, »via concilii« oziroma »pot cerkvenega zbora«. Le tako bi krščanstvo dobilo zopet enega papeža. Že Pizanski koncil je deloval v tem smislu, izdal tozadevne odloke ter odstavil oba papeža; poleg tega je pooblastil kardinale iz obeh vej, da izvolijo novega, kar se je tudi zgodilo. Kmalu pa so spoznali, da »konciliarizem« vodi v slepo ulico: saj so sedaj imeli namesto dveh papežev kar tri. Pizanski koncil je bil prvi resni poskus za dokončanje zahodnega razkola, ki mu je zadal smrtni udarec, medtem ko ga je Konstanški koncil dokončal. 

### Omražena dvojnost in prekleta trojnost
Pizanski koncil je bil prvi resni poskus za dokončanje zahodnega razkola. Imel je 22 sej ter je na 15. seji 5. junija 1409 izobčil ter odstavil rimskega papeža Gregorja XII. in avinjonskega papeža Benedikta XIII.; od koncila pooblaščeni kardinali so izvolili novega papeža z imenom Aleksander V. 

Izvleček iz koncilskih odlokov
Ta sveti in splošni cerkveni zbor, ki predstavlja vesoljno Cerkev, odloča in razglaša, da je združeni zbor kardinalov pooblaščen za sklicanje koncila, in da polnomoč za sklicanje takega koncila pripada pravici prej navedenega kardinalskega zbora, še posebej zdaj, ko razsaja grozota razkola.

Čeprav si je odkritosrčno prizadeval – seveda na napačni podlagi konciliarizma – za odpravo razkola, je cerkvene razmere le še poslabšal, ker je ustvaril z izvolitvijo tretjega papeža – medtem ko se obstoječa nista odpovedala – le še en nov razkol: iz omražene dvojnosti je po besedah neke sodobne razprave nastala prekleta trojnost. . 
Nič milejšega pomena nima ta sodba, če jo najdemo zapisano obratno, češ da je iz »preklete dvojnosti« nastala »omražena trojnost«, kot je dejal sodobni kronist Ulrik Richental. 
Tudi Konstanški koncil se je imel za pooblaščenega odstavljati problematične papeže in je to potrdil z odlokom Haec sancta. Že Pizanski koncil je izrazil to zahtevo, konstanški pa jo je uzakonil z odlokom Frequens; z njim je predpisal redno sklicevanje ekumenskih koncilov v prihodnosti.
Znotraj katoliške Cerkve so torej zastopali konciliarizem Pizanski koncil (1409), Konstanški koncil (1414–1418) in njegovo nadaljevanje Baselski koncil (1431–1449); to teorijo pa je zavrnil Peti lateranski koncil (1512–1517) in sicer v korist papeškega primata.

## Slikovna zbirka"koncilskih" papežev
- Benedikt XIII., avinjonski papež
- Gregor XII., rimski papež
- Aleksander V., prvi pizanski papež
- Janez XXIII., drugi pizanski papež

## Povzetek
Konciliarizem (zborovalstvo) je torej nauk, ki se imenuje tudi episkopalizem (škofovalstvo); po njegovem nauku ekumenski koncil kot predstavnik celotne Cerkve predstavlja najvišji organ, ki je višji od samega papeža.

Začetke konciliarizma nahajamo že v Gracijanovem odloku (Decretum Gratiani dist. XL, c. 6) okrog 1140, po katerem bi papeža lahko obsodil »nepopolni ekumenski koncil« (brez papeža) v primeru herezije. 
Teoretično ga je obdelal v prvi polovici XIV. stoletja Jean Ockham, Giovanni di Gianduno in Marsilij Padovski v Defensor pacis, kjer trdi, da bi bilo treba odstaviti papeža, ki bi učil herezijo. V praksi pa ga je že na prelomnici XIII. stoletja z nasiljem hotel uveljaviti proti Bonifaciju VIII. ne le za časa življenja, ampak ga je hotel prek Viennskega koncila obsoditi še po smrti francoski kralj Fili Lepi, kar pa mu je spodletelo; a vse zaradi Bonifacijevega poudarjanja papeške vrhovne (duhovne in zemeljske) oblasti, tudi nad koncilom, kar je prišlo zlasti do izraza v buli Unam sanctam. 

Konec 14. stoletja pa je nastalo iz teorije veliko gibanje, ki mu je bila gonilna sila Pariška univerza Sorbona s svojima predstavnikova Pierrom d'Aillyjem in Jeanom Gersonom; v svojem poteku, delovanju in v sklepih Pizanski koncil temelji na konciliarizmu, podobno Konstanški koncil, prav tako pa Baselski koncil. 

Konciliarizem ali zborovalstvo je zavrnil 1460 papež Pij II. z bulo Exercrabilis, a 1516 je papež Leon  X. poudaril, da je papež nad koncilom. Ta nauk je potrdil tudi Prvi vatikanski koncil s konstitucijo Pastor æternus, kjer pravi, da ima vrhovno (duhovno) oblast v Cerkvi zbor škofov s papežem na čelu, pa tudi papež sam.    